# Thaumasura diana
Thaumasura diana är en stekelart som beskrevs av Girault 1928. Thaumasura diana ingår i släktet Thaumasura och familjen puppglanssteklar. Inga underarter finns listade i Catalogue of Life.